# Bueok

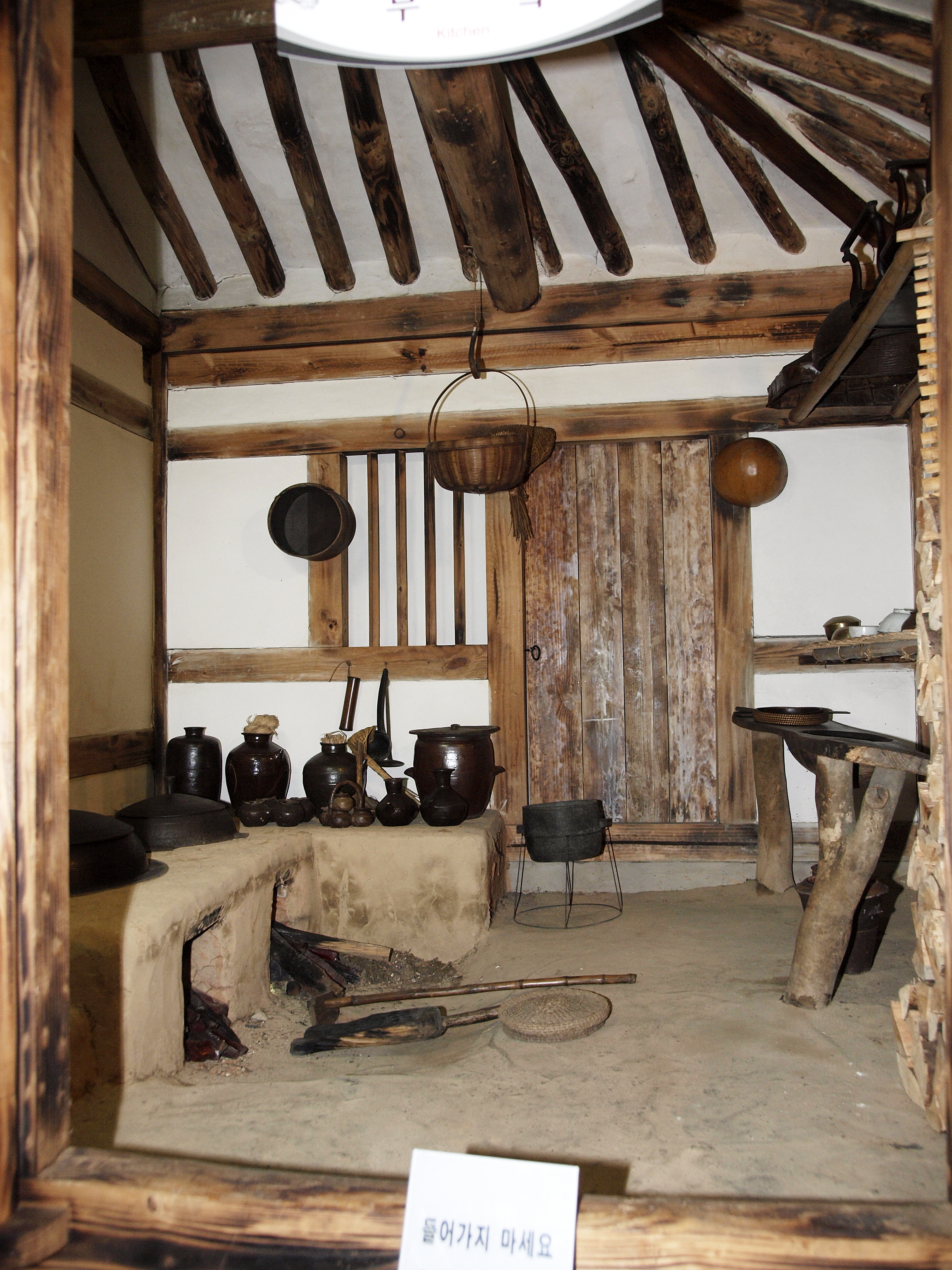
Eine einfache kleine Küche (Bueok) im Hanok im Gwangju Folk Museum

Bueok (koreanisch 부엌) ist in der koreanischen Sprache eine der verwendeten Bezeichnungen für eine Küche im Haus, eine weitere ist Jeongji (정지).

## Sprachliche Unterschiede
Während im Westen der koreanischen Halbinsel und hier bevorzugt in den Provinzen Gyeonggi-do (경기도), Chungcheong-do (충청도), Jeolla-do (전라도) und Jeju-do (제주도) in Südkorea und in den Provinzen Pyeongyang-do und Hwanghae-do von Nordkorea der Begriff „Bueok“ für Küche verwendet wird, ist in den restlichen östlichen Landesteilen beider Staaten eher der Begriff „Jeongji“ (정지) zu finden. Der sprachliche Unterschied ist auf zwei unterschiedliche Arten von Küchen in den traditionellen Hanok-Wohnhäusern (한옥) des ehemals geeinten Landes zurückzuführen. Jeongji hat seinen Ursprung in einem Haustyp, der in der Provinz Hamgyeong-do (함경도) anzutreffen war. In dem Gyeopjip (겹집) genannten Haus befand sich die Küche wegen der wärmenden Feuerstelle in der Mitte des Hauses, im Gegensatz zu den anderen traditionellen Häusern, bei denen die Küche sich im stets westlichen Teil des Hauses befand.

## Geschichte
Der älteste Nachweis über eine Beschreibung eines Küchenraums in einem Hanok-Haus findet sich in dem Werk Sanguozhi (chinesisch 三國志 / 三国志, Pinyin Sānguó Zhì) des chinesischen Historikers Chen Shou (chinesisch 陳壽 / 陈寿, Pinyin Chén Shòu) (233–297), in dem er vermerkte, dass sich der Küchenort auf der koreanischen Halbinsel stets westlich des Eingangstores in dem jeweiligen Haus befand und an dem Ort ein Küchengott verehrt wurde. Der Tradition einer uralten Feuerverehrung entsprungen, wurde Jowangsin (조왕신) durch eine Schale Wasser am Herd stehend versinnbildlicht, die jeden Morgen neu gefüllt wurde. Da die Küche aber das Gebiet der Frauen im Hause war, wurde die Gottheit oft als Göttin verehrt und mit der Gestalt einer jungen Frau oder eines Großmütterchens in Verbindung gebracht. Der Begriff „Bueok“ für Küche fand das erste Mal 1481 in einer koreanischen Übersetzung eines Gedichts des chinesischen Dichters Du Fu chinesisch 杜甫, Pinyin Dù Fǔ Verwendung und wurde vermutlich aus den beiden Begriffen „bul“ (불) für Feuer und „eok“ (억) als Ortsendung gebildet.

## Bueok im Hanok
Im Hanok, dem traditionellen koreanischen Haus, fand die Bueok stets im westlich liegenden Teil des nach Süden ausgerichteten Hauses ihren Platz. Den klimatischen Bedingungen Koreas geschuldet, war dies die beste Position und gestattete in der Regel einen guten Rauchabzug durch die von Sibirien bevorzugt hereinwehenden Winde im Winter. Die Feuerstelle war in der Küche zu ebener Erde oder in einer Vertiefung des Bodens zur Wand zu dem Nebenraum angelegt, so dass von dort aus nicht nur der Herd befeuert werden konnte, sondern auch die für Korea so typische Fußbodenheizung, Ondol (온돌) genannt. Das Feuerholz war an der gegenüberliegenden Seite jederzeit griffbereit gestapelt und auf dem Herd standen je nach Größe des Hauses ständig mehrere gusseiserne Kessel, Gamasot (가마솥), in denen Reis, Suppen und ähnliches gekocht wurde.